# 棡原
棡原（ゆずりはら、英語: Yuzurihara district）は、山梨県の最東端に位置する上野原市の地名。南北8キロ、東西4キロ、その80％は山林に覆われている。千メートル近い山々が連なる都県境の笹尾根と 権現山に挟まれた深い溪谷にできた鶴川の河岸段丘の斜面に集落が点在する。住民の食生活は、第二次世界大戦後の一時期まで山間部の雑穀や菜食中心の自給的で、肉食は少なかった。これにより旧棡原村は、昭和時代には「長寿村」として知られ、往時には山村集落としてにぎわった。しかし近年は住民の高齢化が進み、また都市一極集中政策が続いていることもあって、住民が人や商店の密集した上野原市の市街地に転居してしまい、当地も過疎化を免れず。「適度な運動、適度な食事、ストレスを貯めない」とはいえ、猿や猪による鳥獣被害防止に知恵を絞っているのが実情である。

## 概要
旧棡原村の入り口棡原大橋畔に立つ『長寿村 棡原』記念碑には、次のように書かれている。「古来、村人は健康で人情に篤く、粗衣粗食、耕雲種月の日々を楽しんできた…（中略）…女性は多産且つ母乳豊富、老人は皆天寿を全うしまさに、身士不二（）の桃源郷である」。
耕して山嶺に至る山村の住民は、急傾斜地の土地を高度に利用するため、山道を荷物を背負って歩き、段々畑での野良仕事、庭の草取り、薪割り、枯れ枝や杉葉拾い、家事の手伝い、子守、お寺参りをする生活をしていた。子どもが畑仕事を手伝うことは棡原では当たり前で、子ども達は自然に手伝うようになっていた。
足腰の筋肉が鍛えられて、心臓はじめ内臓機能が強化されて脳細胞も衰えず、体格は小柄で強靭だった。また、棡原の女性は腹筋が強い人が多いことから、昔から自宅で座産が存在するのも棡原の特徴である。
体調が悪い時には蓬、ドクダミ、ゲンノショウコ、センブリ、イタドリ、オオバコ、草の根、木の皮等を煎じたり、貼ったりして癒していた。
さらに棡原では、妊娠すると老婦人らによる共同の麦飯、雑穀の主食と漬物だけの食料管理が行われて、お産は軽く、母乳を止める薬を要求するほど母乳はきわめて豊富であった。
隣接する小菅村のことわざに「林道ができると山の手入れをしなくなる」「農道ができると畑が駄目になる」とある。棡原でも農山村地区から都市地区への移動が楽になり、仕事も買い物も都市部で済ませるため村の商店街は廃れ、山や田畑の手入れをする農業、林業の従事者が減った。その結果、村々の山は荒れ、田畑は耕作放棄地に変容した。

## 沿革
- 1889年（明治22年）7月1日 - 町村制施行に伴い棡原村が成立。
- 1955年（昭和30年）4月1日 - 上野原町、西原村、島田村、大鶴村、巌村、甲東村及び大目村と合併して、改めて上野原町が発足する。同町大字棡原となる。
- 2005年（平成17年）2月13日 - 上野原町が、上野原市となる。同市棡原となる。

## 地理

### 河川
- 鶴川

### 行政施設
- 上野原市役所棡原出張所
- 上野原市消防署棡原出張所
- 上野原警察署棡原警察官駐在所
- 棡原郵便局（08092） - 一時閉鎖中
- 上野原市立棡原小学校 - 2012年（平成24年）3月31日閉校、上野原市立上野原小学校に統合[上 4]
- 上野原市立棡原中学校 - 2008年（平成20年）3月31日閉校、上野原市立上野原中学校に統合[上 5]

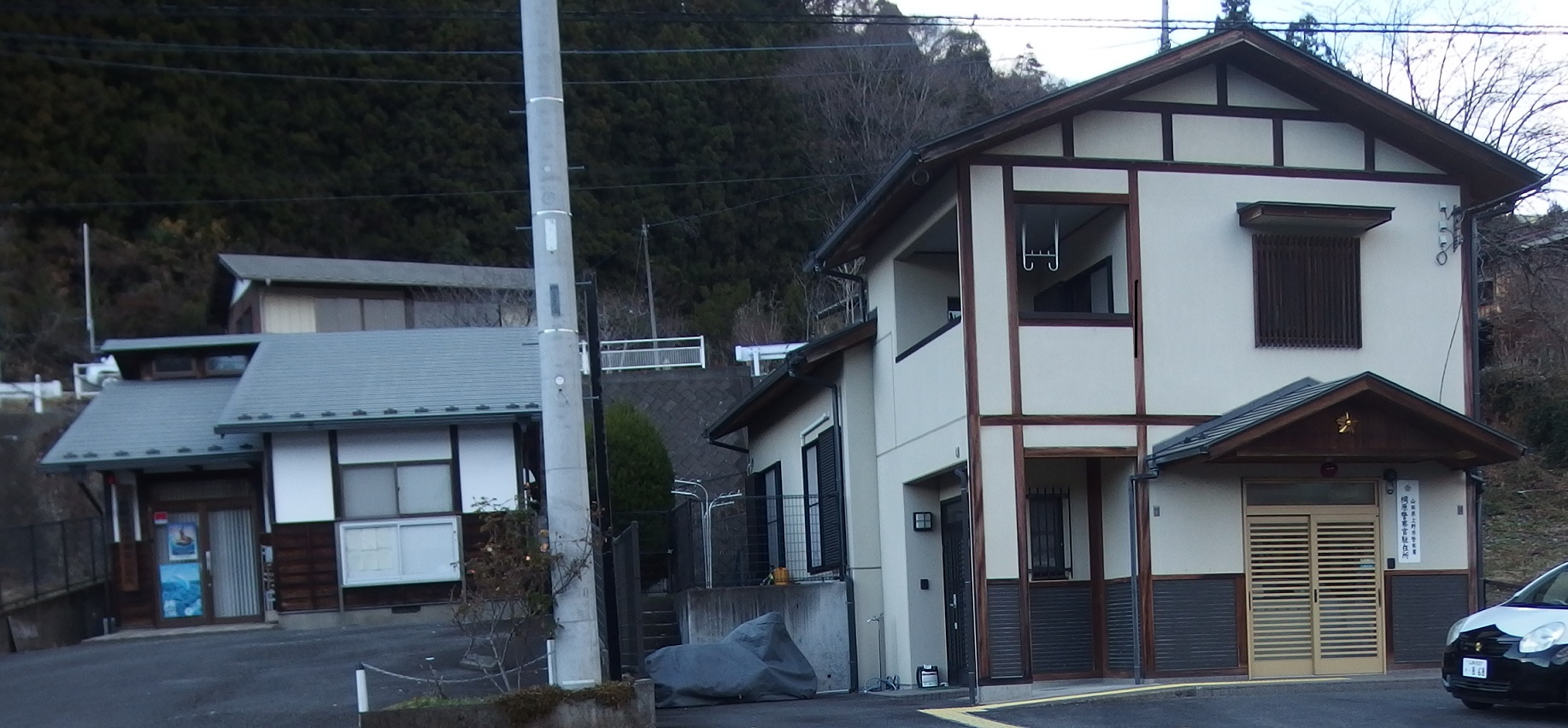
上野原市棡原出張所・上野原警察署棡原駐在所

### 隣接地域
- 小菅村
- 上野原市西原地区
- 上野原市大鶴地区

### 名勝、旧跡

#### 滝
鶴川沿いに所在する。
- 棡原不動の滝 - 落差12 m（棡原大垣外）
- 向風の滝 - 落差11 m（棡原向風）
- 観感滝（西澤の滝-三段の滝） - 落差15 m（棡原西澤）
- 静感滝 - 落差20 m（棡原西澤）

#### 寺院
- 東光院
- 威王院
- 観音堂
- 照澤寺
- 日原本光寺
- 瑞光寺
- 蔵雲庵
- 芳外庵
- 地蔵院
- 福寿庵
- 普済庵
- 楞厳庵（）
- 宝珠庵
- 長泉寺 - 熊倉山登山口

#### 神社
- 軍刀利神社（） - 参道は、古代の武蔵（現檜原村）へ抜ける三国峠道[公 1]であり、現在は熊倉山、三国山、生藤山へのハイキング登山口。山梨県内で最大級の御神木の大カツラは、軍刀利神社の奥の院に立つ[国 4] [県 1] [県 2] [上 6]。軍刀利神社の第一鳥居の脇には、古くから村山に修験者が集まり信仰された富士信仰の浅間（）大菩薩の石碑が立つ。

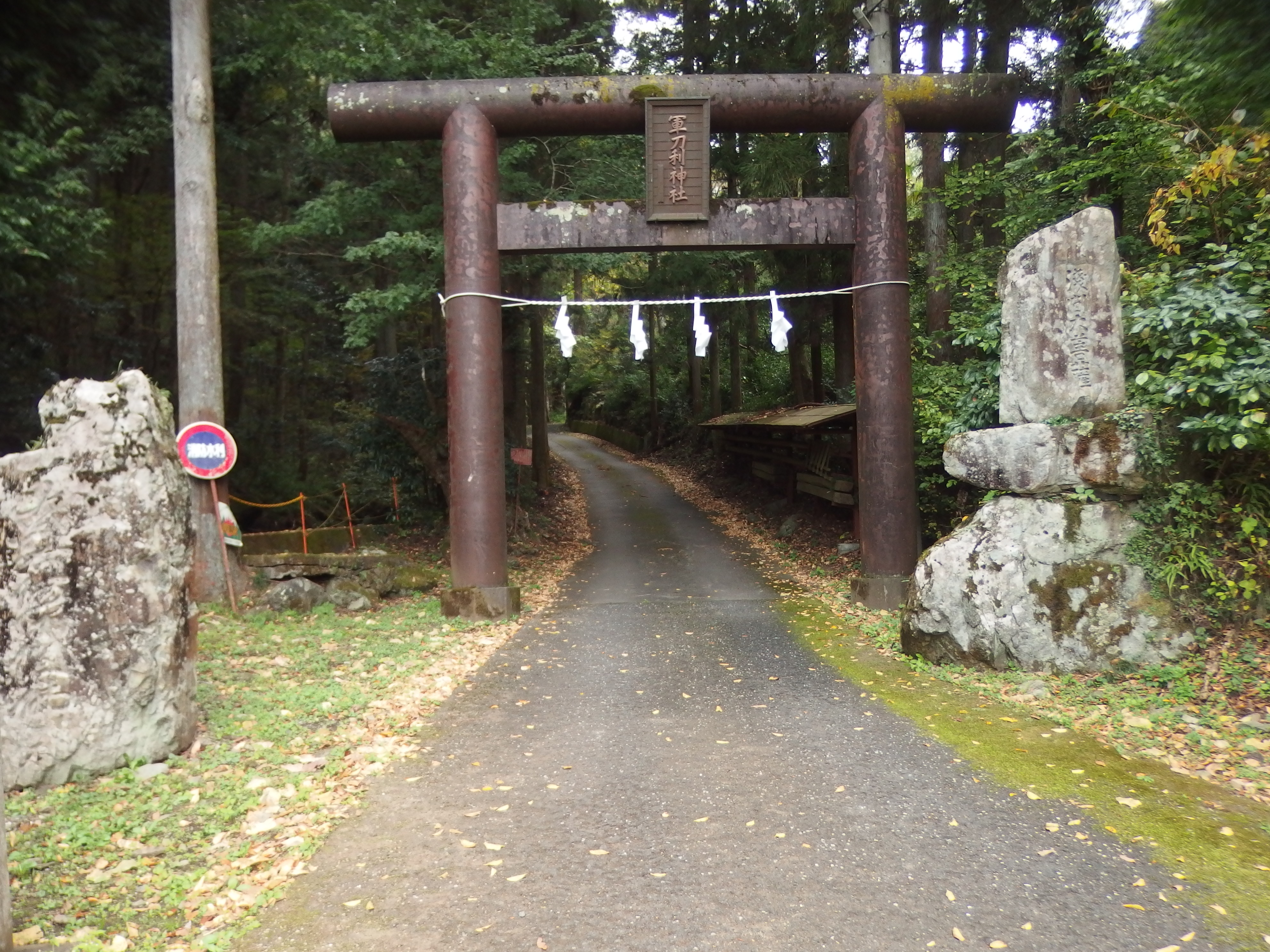
軍刀利神社の第一鳥居 右に浅間大菩薩の石碑が立つ
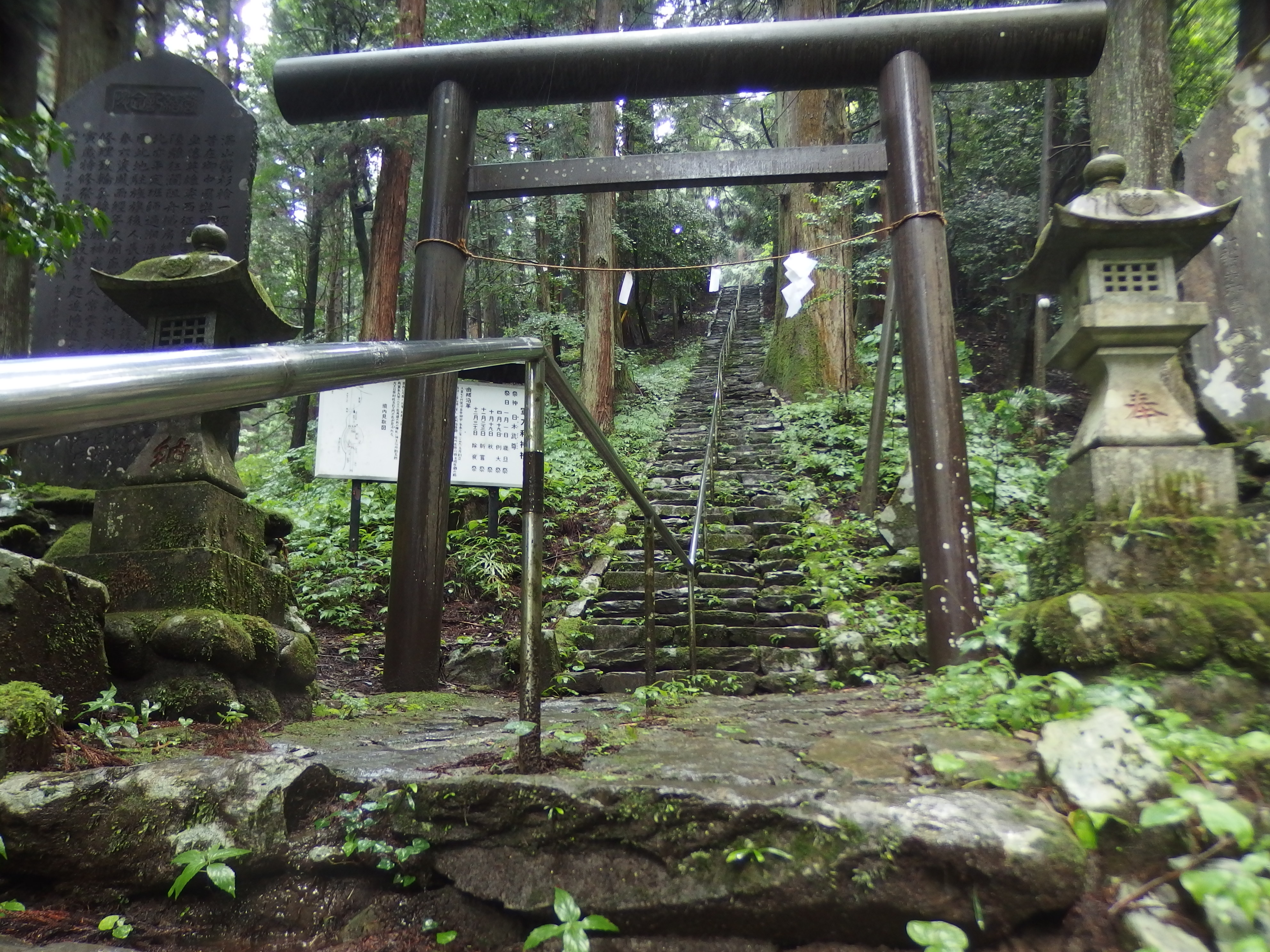
軍刀利神社の第二鳥居と石段
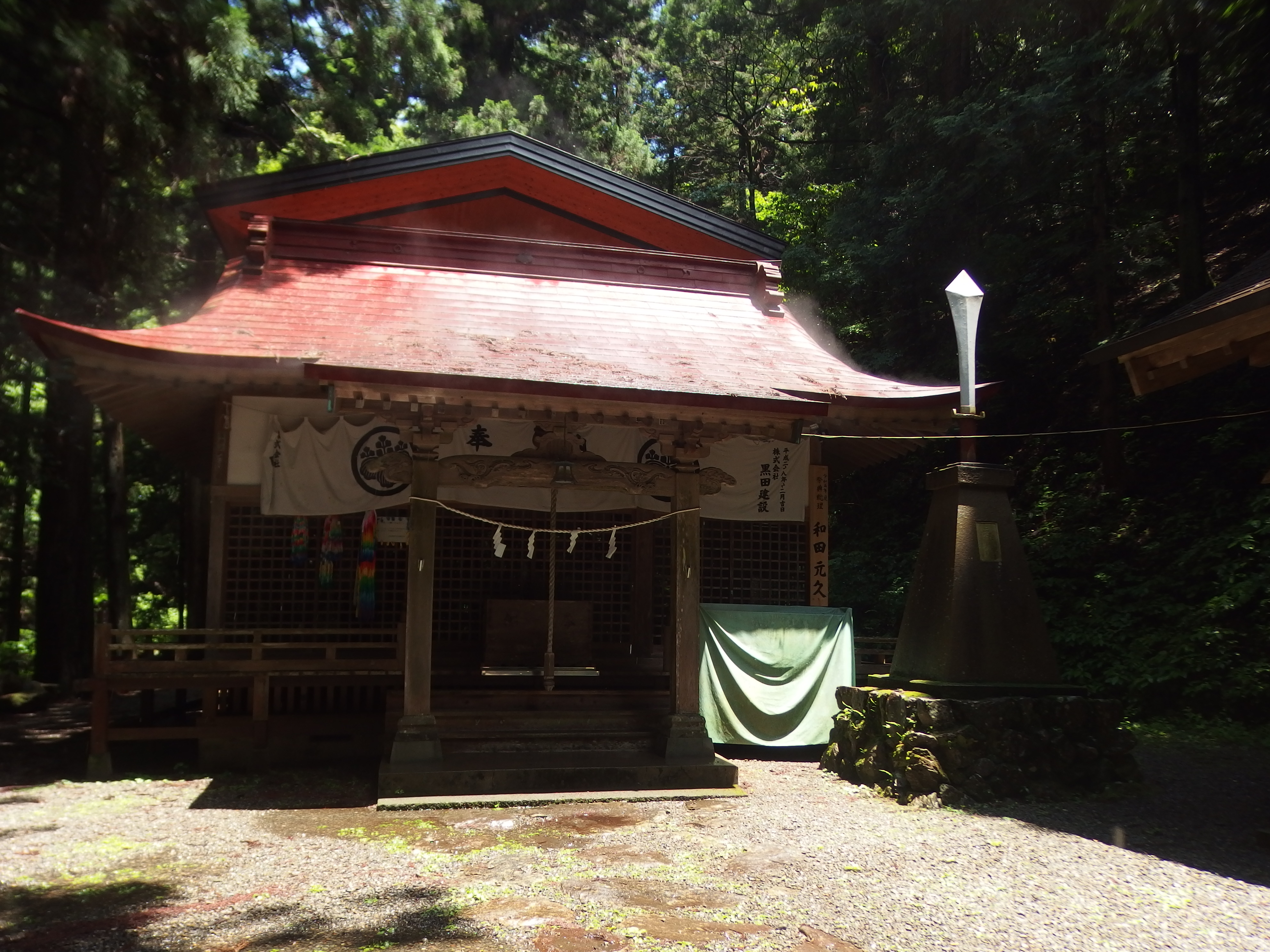
本殿
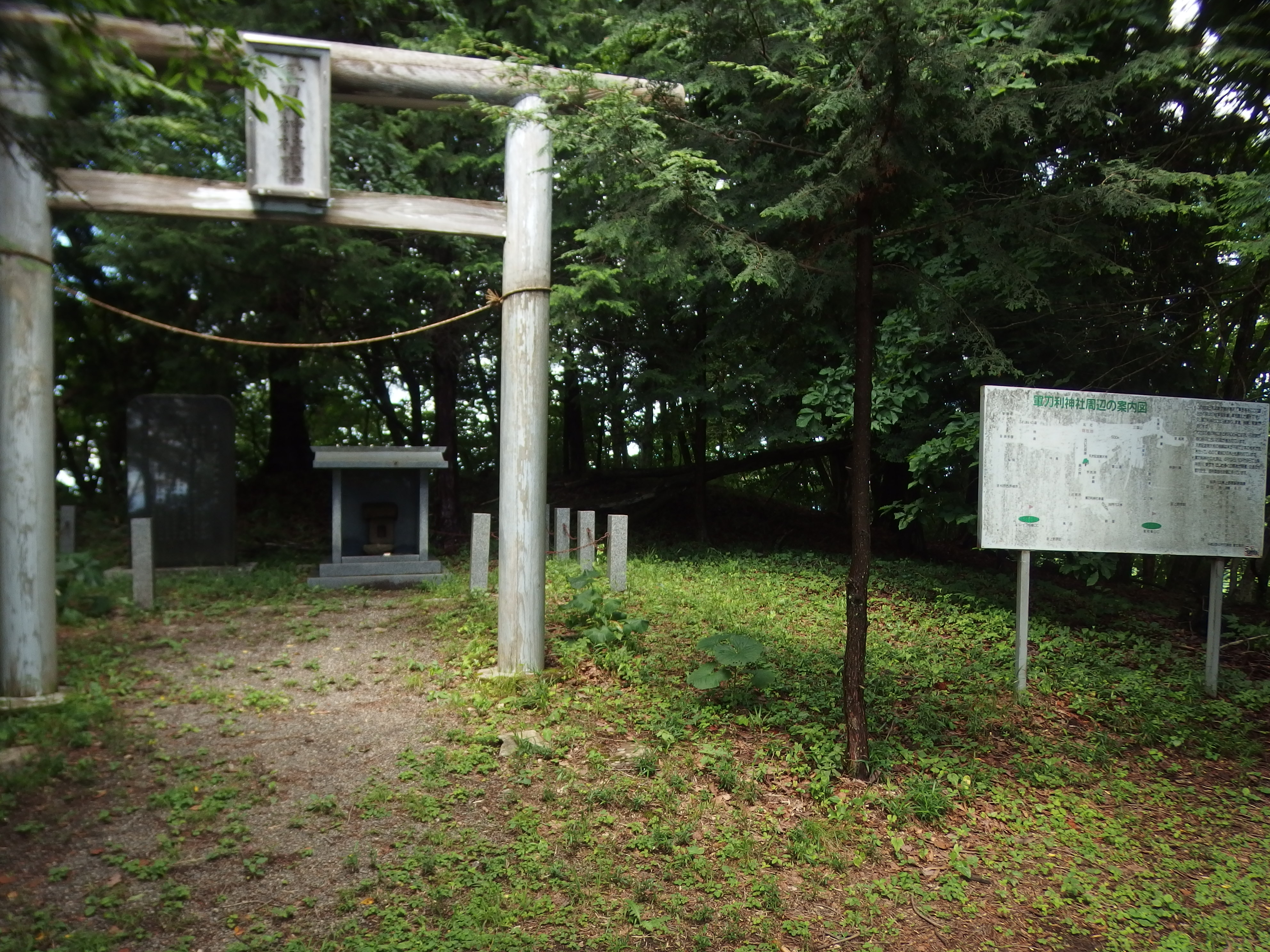
元社 軍刀利山の頂上に立つ。

#### 山
- 三国山・ 熊倉山・土俵岳など多摩百山に選ばれている山の所在する笹尾根は、かっては甲斐から武蔵（現檜原村）へ抜ける三国峠道の一部であった。現在は、環境庁が関東ふれあいの道 富士見の道を設定したうえで、登山道を整備し事故防止の措置を講じている。奥多摩の豊かな森と、清らかな水を良く識り、親しむ啓発活動の一環として行っているトレイルランニングレース（正式名称は「日本山岳耐久レース）のコースになっている[一 1]。三国山・生藤山・熊倉山への登山口の一つは、軍刀利神社参道である。

- 要害山・風の神様・コヤシロ山・実成山（みなしやま）・尾続山（おづくやま）は、鶴川沿いに所在し、この山々を巡るコースは富士山の絶景スポットとして親しまれており、八重山トレイルレースのコースにもなっている[上 7][上 8][上 9]。

- 八重山 [注 1]・能岳・聖武連山（しょうむれやま）：鶴川沿いにある上野原の里山３座[報 3]といわれ、八重山の山頂付近には木造の展望台と水越八重の歌碑が立っ市民のいこいの場となっている。『八重山』は、昭和の初めに上野原で生まれ育った水越八重が、このあたりを買いとり、スギ林を一度全部伐採して木々を植え直した上で、上野原のまちと上野原小学校に恩返しにと[3]山林を寄付し[報 4][公 2]、それにちなんで命名された[上 10][県 3]。ここは棡原のこどもの通学する上野原小学校。その学校林があり学習の場として使われている[上 11]。

- 権現山 ・雨降山：権現山 [注 2]は、標高1,312m。

#### 峠
- 三国峠
- 浅間峠
- 日原峠
- 小棡原峠

### 集落
棡原の多くの地名は、古代百済語が使われている.西暦 4～7 世紀にかけて百済や高句麗の王族や豪族、士族を中心に、数万から十数万の人々が我が国に渡ってきた。多くは朝廷の命により関東一円に配されて住み着いたことに由来する
。文化11年（1814年）の甲斐国志は、「此村八村ニ分レ各々里長アリ、八村内又各支村アリ」と記されている」とある。

#### 県道上野原あきる野線
- 尾続（おづく）：コヤシロ山、聖武連山の登山口
  - 枝郷は、登下（とっけ）：コヤシロ山の登山口
- 用竹（ようだけ）
  - 枝郷は、今野、墓村、神戸（ごうど）：ふるさと長寿館
- 猪丸（いまる）
- 日原（ひばら）

#### 旧道
- - 枝郷は、聖武士連（しょうむれ）、小和田、、桐坪、 向風（むかぜ）

#### 県道棡原藤野線
- - 椿
- 小伏（こぶし）
- 井戸（いど）：軍刀利神社、熊倉山・三国山の登山口、
  - 枝郷は、新屋（はど）、黒田

#### 県道上野原丹波山線
- 大垣外（おおがいと）：不動の滝
  - 枝郷は、大垣外向
- 沢渡（さわたり）：土俵岳・権現山の登山口
  - 枝郷は、芦瀬・小棡、坂本、梅久保

## 歴史
これまでの学術調査では、山と川に恵まれた棡原では縄文時代早期の遺跡が多く発掘されている。出土品から狩猟生活を営んでいたことから、古代人にとっては豊かな食料を得られた理想郷だった。

### 江戸時代

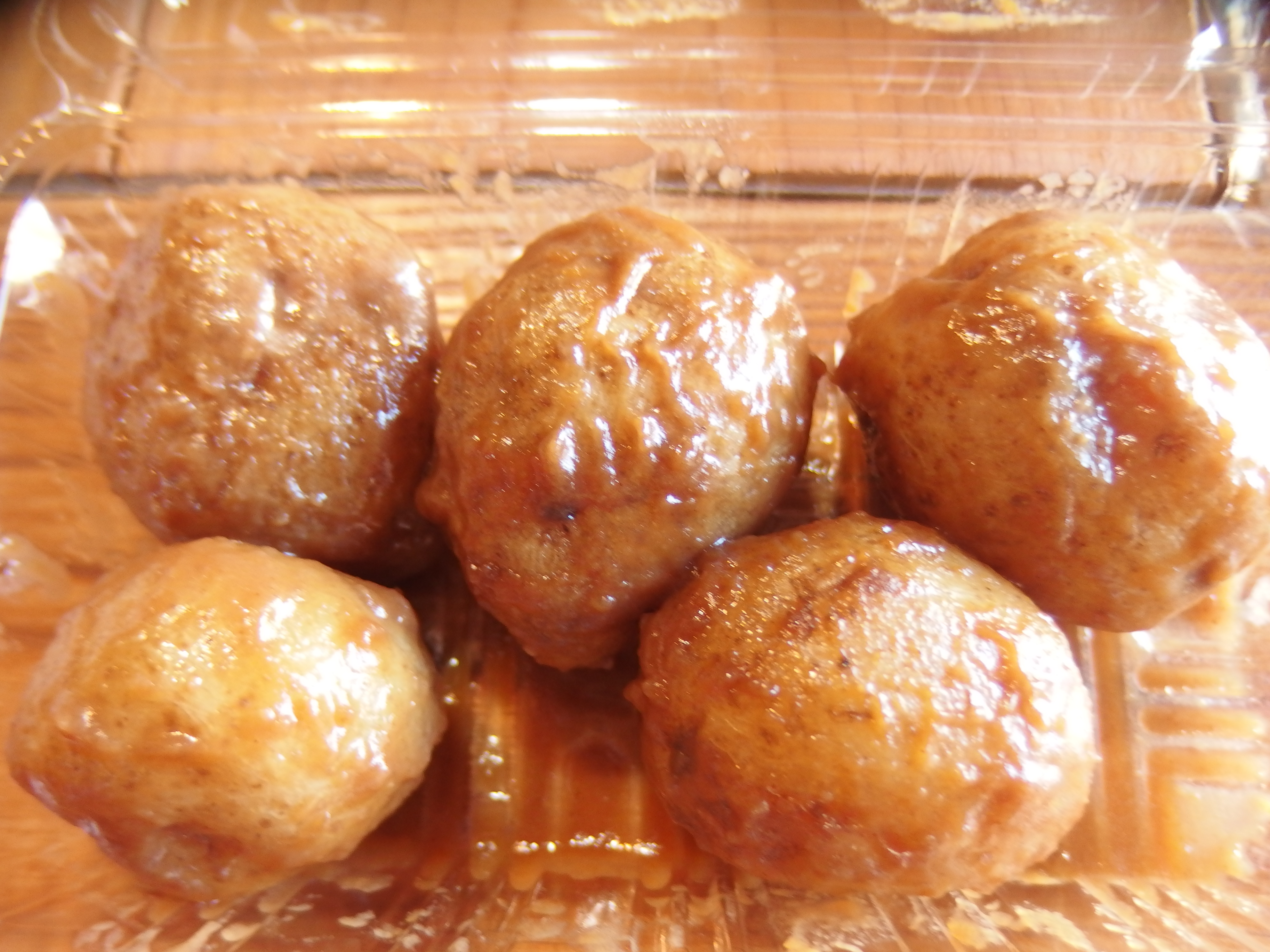
せいだのたまじ

江戸時代1624年（寛永元年）には、鶴川の沿川に所在する[[西原 (上野原市)|西原を「才ヶ原」・棡原を「譲原」と呼ばれており、子孫繁栄していた。しかしながら、江戸時代はたびたび全国規模で飢饉が発生し、甲府郡内地域でも多くの被害がでていた。その飢饉対策として、江戸後期の1784年（天明4年）、代官中井清太夫が種芋を九一色郷から取り寄せたジャガイモを育て、小粒いもを皮のついたまま甘辛く煮付けたせいだのたまじという郷土料理にしてきた。

### 昭和の学術調査
1950年ころから35年間に渡り、棡原で毎年調査を続けてきた岩手大学教育学部名誉教授・鷹觜テル（1921年 - 2000年）は、棡原は全国でも珍しく皆記憶力が優れ応答は早く確かで、老人性痴呆の人がいない。動脈硬化が少なく、脳卒中や心筋梗塞になる頻度は極めて低いと報告している 。
1968年（昭和43年）「最近の母乳不足を憂う＝肉食と菜食をめぐって＝」という小論をまとめて長寿研究の大家である東北大学医学部衛生学名誉教授・近藤正二に送った古守豊甫は、近藤正二を案内して棡原を訪れ実地調査を行った。調査の結果、棡原は全国でも珍しい夫婦そろった長寿村であることを報告した。両博士は、過去30年以上にわたって全国990の町村を実地調査し、長生きの研究を集大成した。棡原は、日本有数の長寿村として認められた

### 「ふるさと長寿館」に立つ行幸啓碑

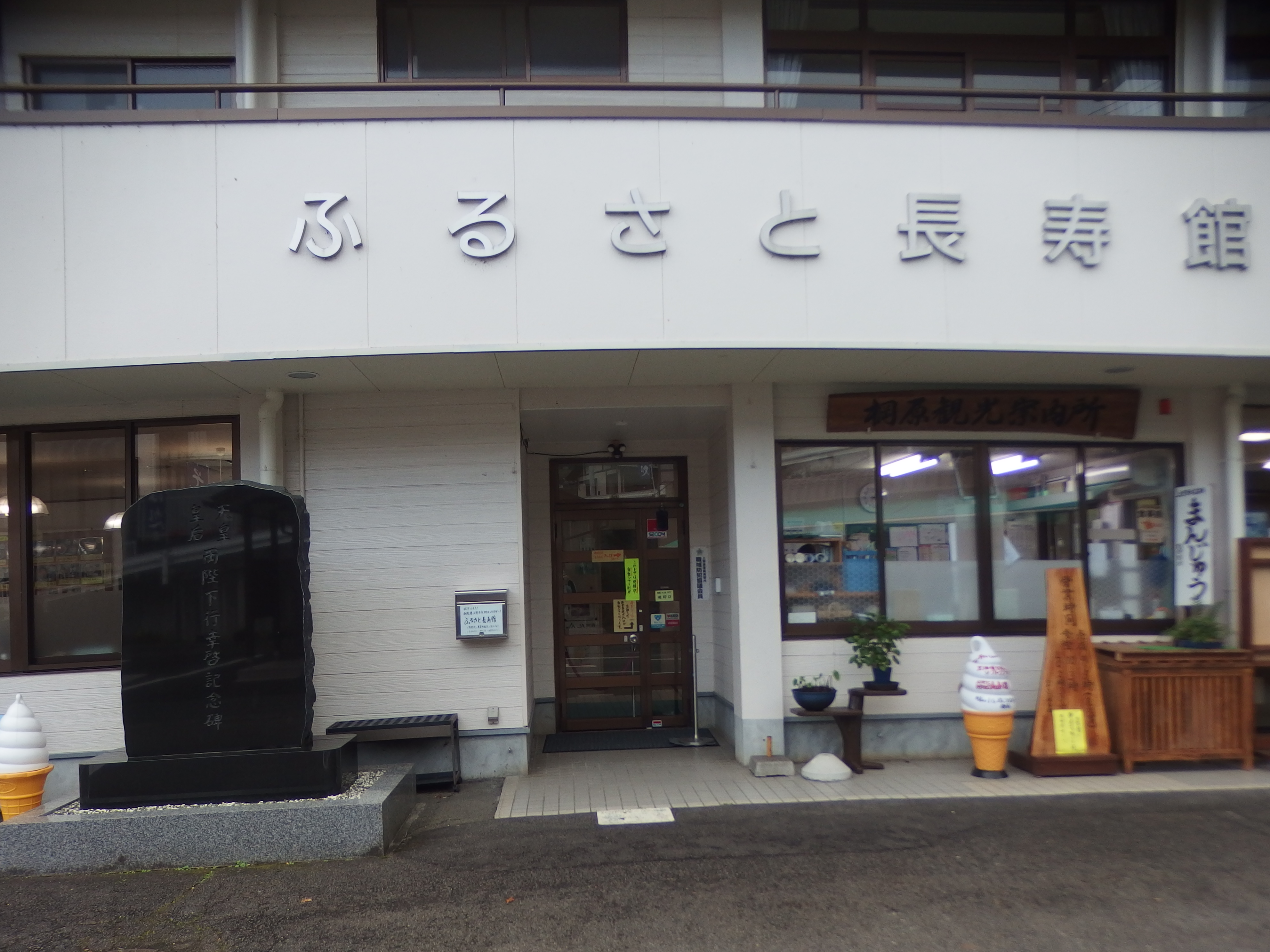
ふるさと長寿館

1996年（平成8年）4月25日、今上天皇・美智子皇后が行幸の折に「ふるさと長寿館」を訪問し、高齢者と歓談したり、郷土食や獅子舞を楽しんだ。

### バス路線の開通
1954年（昭和29年）にかつて陸の孤島であった棡原にも念願のバス交通が開通した。

### 「逆さ仏」
1970年ころから長寿の村と全国に知りわたった棡原では、民宿が盛んになり現金収入が多くなって、高たんぱく・高脂肪・高カロリーと村の食生活・生活様式の急変を受け、健康な70代に対して40代 - 50代の中高年層では成人病などが増加し、早死になることが重なり、親が子の葬式を出す「逆さ仏」で、「長寿村・短命化の教訓」のモデルとなった。

### 大月駅まで運転開始
1986年（昭和61年）11月1日 JR東日本は、快速電車の運転区間は、高尾までだったのを、大月駅まで運転開始された。1991年度には、児童数128名、生徒数65名だった

### バス路線の大幅減便
2006年 当地も過疎化を免れず、唯一の公共交通機関である富士急バスの路線バスも採算悪化などから大幅減便され、学童の送迎にスクールバスが運行されるなど生活に不便が生じている。

## 文化・名物

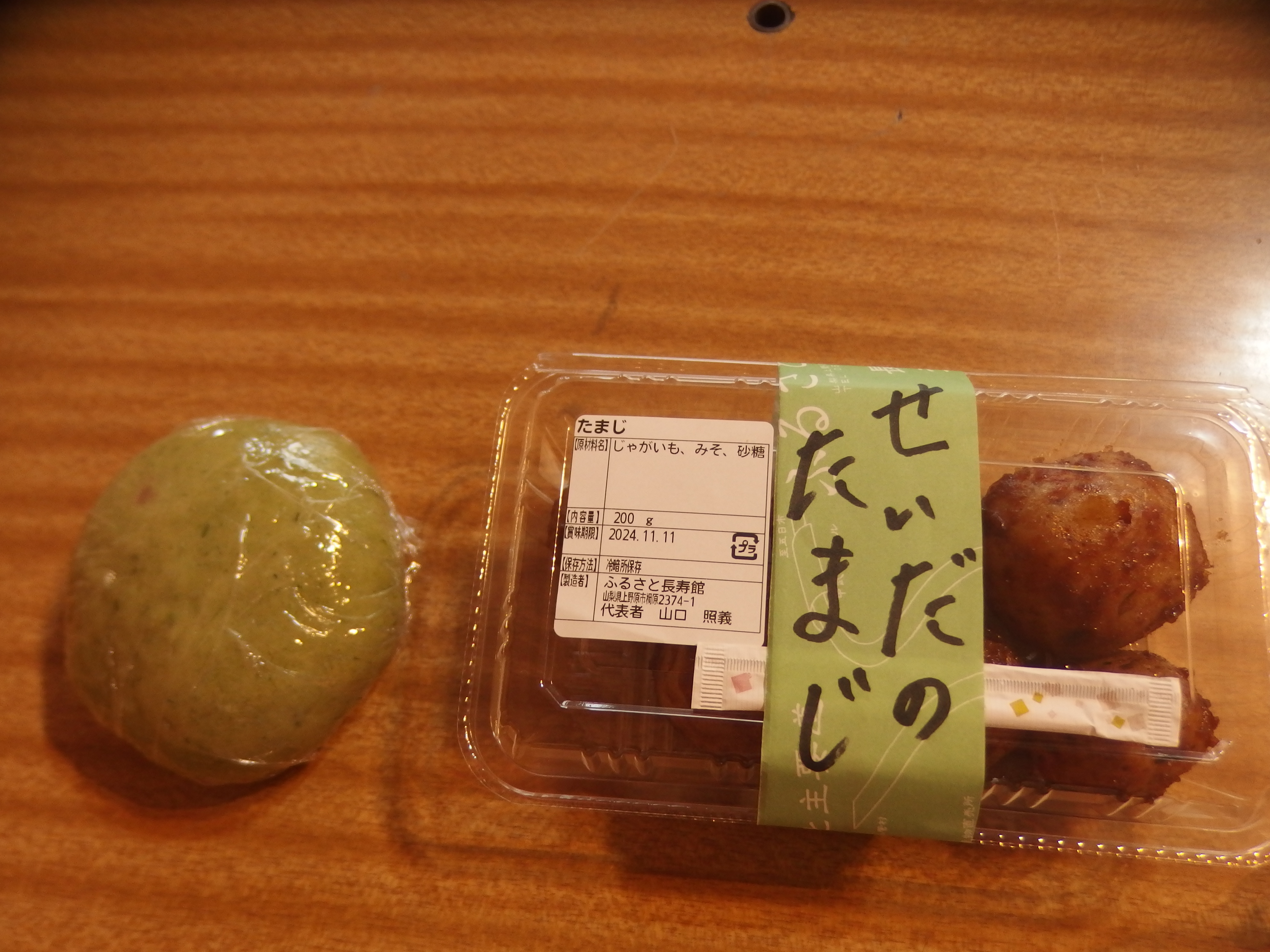
ヨモギ入り酒まんじゅう(左)とせいだのたまじ

### 祭事・催事
- 棡原獅子舞（毎年10月1週目の土日）【小伏、日原、猪丸、大垣外】

### 名産・特産
- 酒まんじゅう
- せいだのたまじ
- 長寿むら棡原こんにゃく[注 4]
- 長寿むら棡原みそ[注 5]
- 棡原のゆずワイン[注 6]

## 交通

### 道路施設
トンネル
- 甲武トンネル
- 棡原トンネル

道路

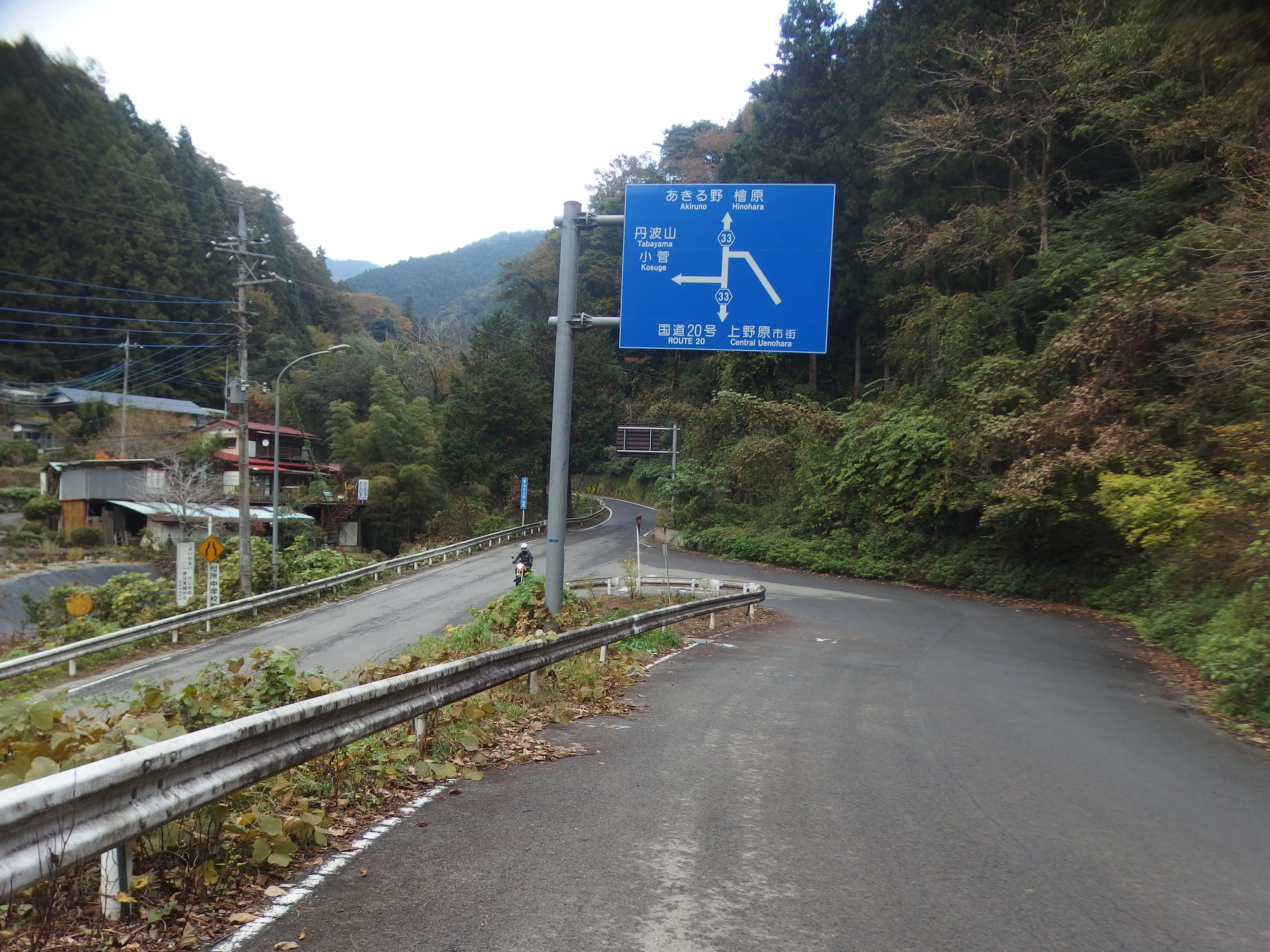
棡原交差点（県道棡原藤野線の終点）

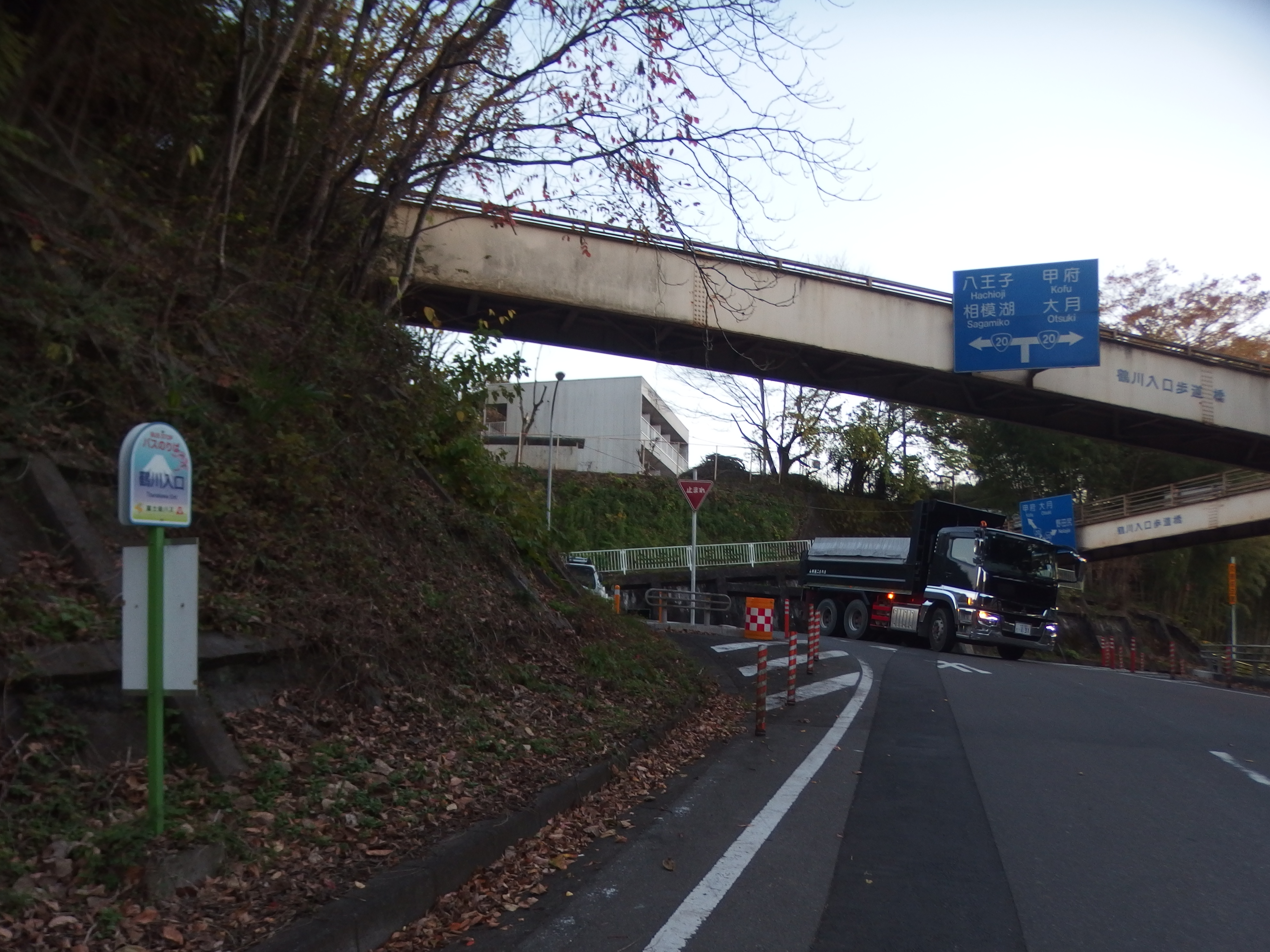
棡原交差点（県道上野原丹波山線の起点）

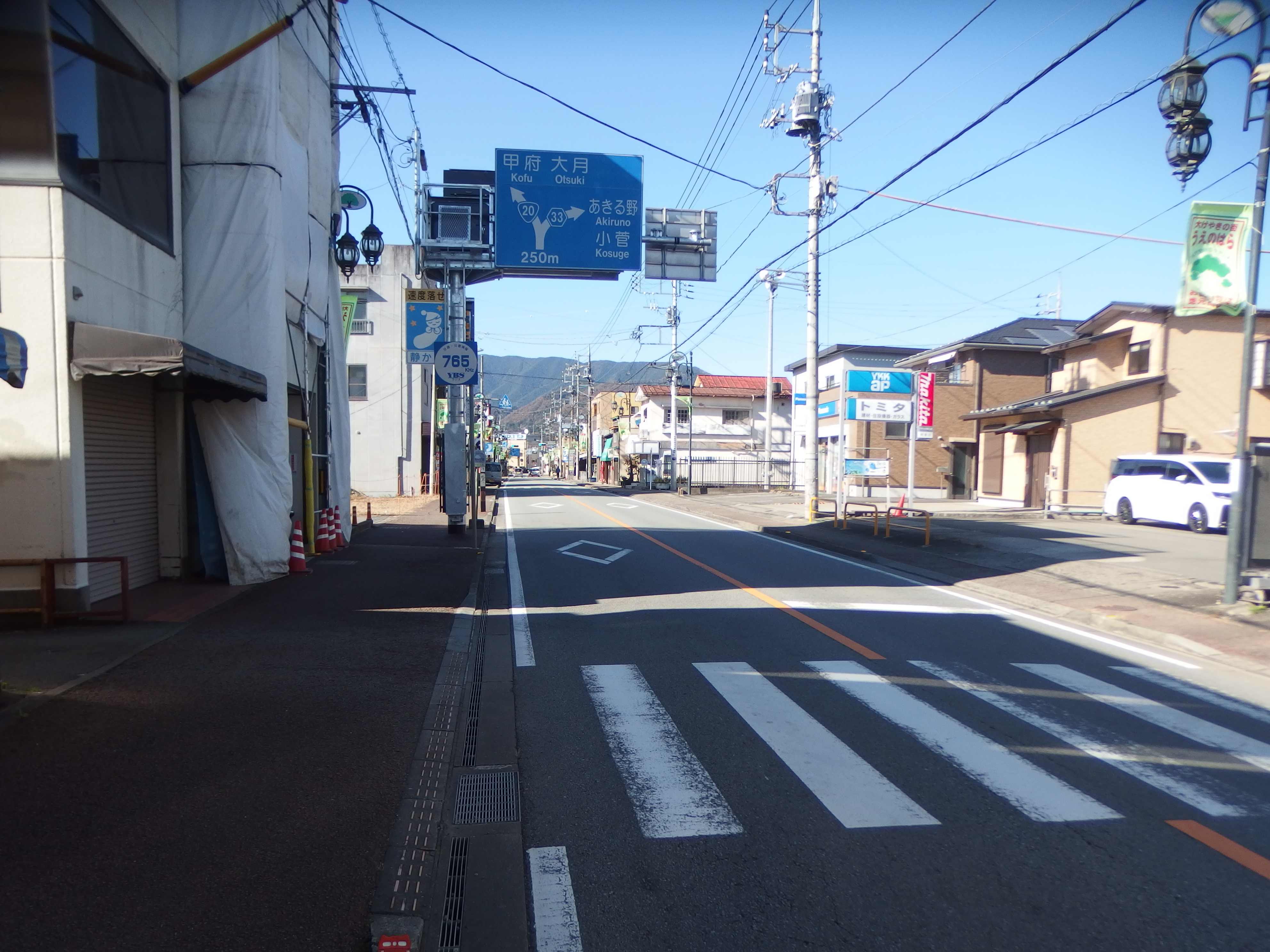
上野原交差点（県道上野原あきる野線の起点）

- 上野原あきる野線 - 甲武トンネル見晴台へ経て、笹尾根を貫いて東京都檜原街道に通ずる。
- 山梨県道18号上野原丹波山線 - 上野原あきる野線から分岐する。
- 棡原藤野線 - 上野原あきる野線から分岐する。
- 市道大垣外用竹線

### 鉄道
- 棡原地区には、鉄道は通っていない。

### 路線バス
- 中央本線上野原駅からのアクセスとなる。路線バスは南口駅前広場から発着し、全て富士急バスによって運行されている。

| のりば | 運行事業者 | 行先                                    | 備考                                                                                             |
| ------ | ---------- | --------------------------------------- | ------------------------------------------------------------------------------------------------ |
| 1      | 富士急バス | - 光電製作所前 - 向風 - 飯尾 - 小菅の湯 | - 光電製作所前行の一部は新井止まり - 向風行は平日のみ運行 - 小菅の湯行（鶴峠）は土休日の季節運行 |
| 2      | 富士急バス | - 井戸                                  |                                                                                                  |

## 長寿の村

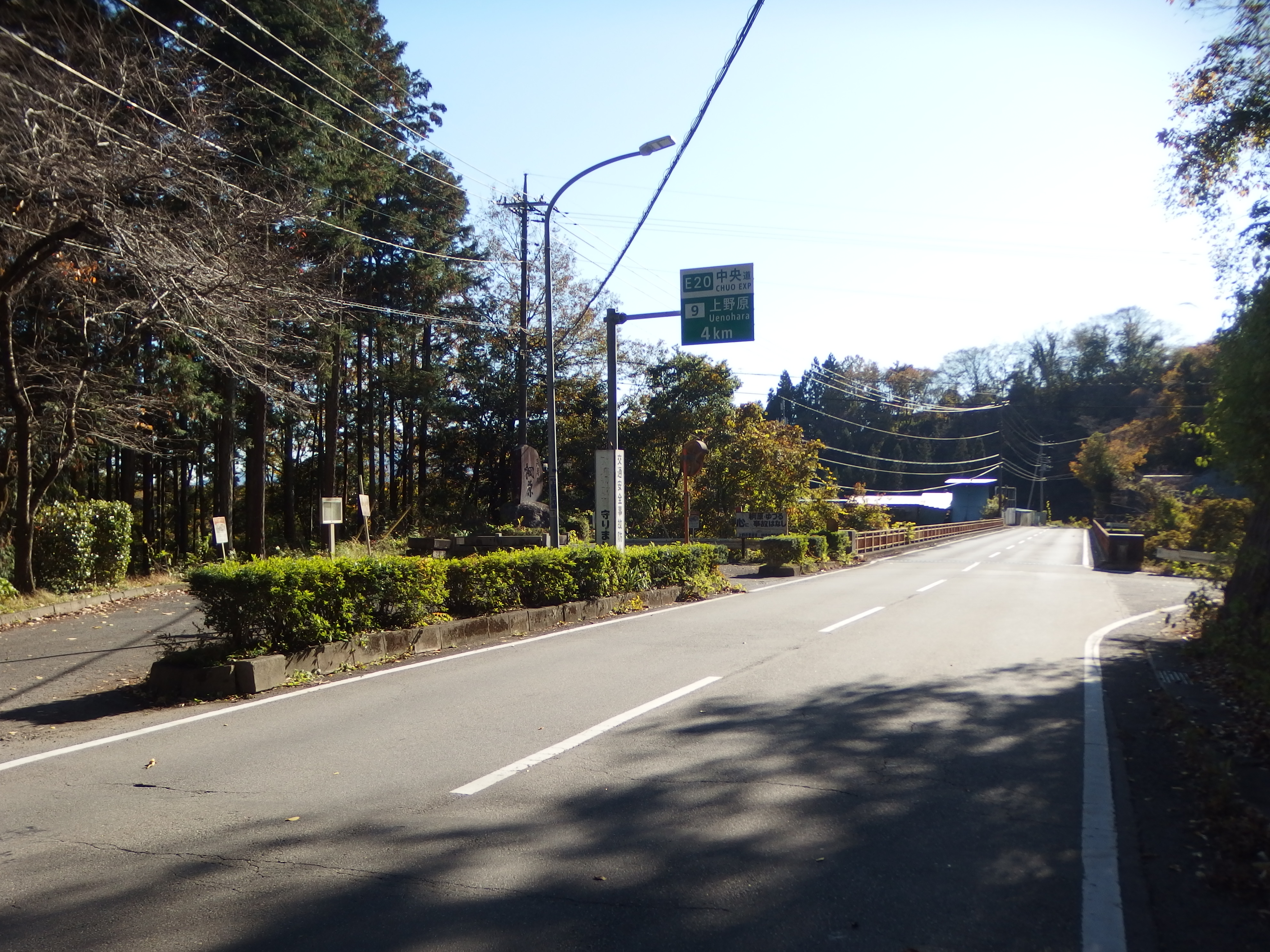
長寿村石碑の立つ棡原大橋畔
右に行くと登下

### 穀菜食の村
棡原は山間地にあり、切り株がないと籠も置けない斜面の畑ばかりで、斜面で仕事をする緊張感がある。地形ゆえ米はとれない。このため自給自足でとれたアワやキビといった穀物に加え、イモ類、豆類、自家製のコンニャクや、たけのこやふきのとうなど山菜と野菜の食事が長寿を生んだという。
自米や肉はほとんど食べない。このような雑穀を中心に据えた穀菜食で、魚肉卵、牛乳、小魚、海藻類控えめ文化で長寿者を輩出した棡原。

### 「長寿村棡原」の碑
1938年（昭和13年）に古守豊甫（）は、甲府中学校卒業後、棡原小学校の代用教員、僅か１年で棡原を去り、大学で医学を学んだ。後に医師として甲府市から棡原に通い、棡原は全国でも珍しく、村人に夫婦揃って長寿者が多いことを発見した。この功績により1976年（昭和51年）に日本医師会最高優功賞を受賞した。受賞を記念する「長寿村棡原」の碑は、棡原大橋畔に立つ。
ここトッケ沢源頭に登下集落がある。集落から大倉へ抜ける峠道まで、徒歩で10分の距離にある。眺望がきくので戦国時代には、狼煙台として使われた要害山と呼ばれる戦国時代にあった大倉砦の麓でもある。 2018年(平成29年)10月23日 市道登下線 路肩崩落して 7世帯16名が、孤立した。

## 観光スポット

### ふるさと長寿館
- 長寿の村と呼ばれて賑やかな当時の食事を郷土料理「おふくろ定食」として味わえる交流施設である[国 6][上 15][県 5]。上野原市が運営する特産品、新鮮野菜等の農産物販売所でもある[上 17][上 18]。天皇・皇后が「陛下のたってのご希望で」この施設を訪れたことで、にわかに注目を集めたスポットである[報 9]。

### 梅鶯荘
- 現在も民宿を営み、棡原の伝統食を提供する[学 5]。

### ミューの森
- （県立ゆずりはら青少年自然の里[県 6][上 19]のあった場所）

### 自然・農業
- 軍刀利神社のカツラ - 山梨県指定天然記念物で幹周り900cm、樹齢500年[国 4] [県 1] [県 2] [上 6]。

## 近郊の施設
秋山の湯

小菅の湯

道の駅「小菅」

## 上野原市棡原を紹介した作品
ここでは「物語の主要舞台が上野原市棡原」「主要舞台が棡原を参考にしている」作品のみを記載する。
- ドキュメントについては「撮影地が棡原であるが、舞台は上野原市とは無関係」「作中に棡原が登場するが、通過点や部分的に触れているだけで主要や核心といえない」などの作品については割愛する。
- 漫画・アニメ・ゲームについては以下の条件のいずれかにあてはまる作品のみ記載する。
  - 当該作品内にて実在の地名で登場している。
  - 当該作品に携わる出版社や放送局、ゲーム販売会社、アニメ制作会社の公式サイトにて舞台地やモデル地の記述がある。
  - 当該作品に携わる原作者や漫画家、制作サイドの責任者（アニメ監督やプロデューサー相当）がSNSで舞台地やモデル地を棡原と公言している。
  - 出版物やマスメディア、制作協力を行なっている自治体・公益法人・企業など信頼できる情報源にて舞台地やモデル地の記述がある。

### ドキュメント
- 「＃金曜やまなし」獅子舞がつなぐ ～山梨県 上野原市 小伏(こぶし)～（2024年11月15日午後7時30分) NHKテレビ[報 10]
- 「小さな旅」獅子舞がつなぐ ～山梨県 上野原市 小伏～（2024年11月3日午前8時00分) NHKテレビ[報 10]
- 2年ぶりにお囃子が鳴り響く 小伏の獅子舞(2024年10月5日)UBC上野原ニュース [報 11]

### 音曲
- 「棡原数え歌70505102」上野原市棡原に伝わる「棡原数え歌」である[13]。
- 「ボケずに長生きしなはれや318031」[14][注 8]
- 「いつまでも」[15][注 9]